# César Cardadeiro
César Cardadeiro de Souza (Rio de Janeiro, 21 de março de 1990) é um ator e produtor brasileiro.

## Carreira

Cardadeiro como Pedrinho no Sítio do Pica-Pau Amarelo (2001).

Iniciou sua carreira de ator aos 5 anos, participando de peças teatrais, comerciais, séries e novelas. Aos 16 anos, integrava seu segundo ano no seriado da TV Globo, Malhação. Foi convidado à participar de três importantes adaptações da literatura brasileira para a televisão, como exemplo, o personagem Bentinho da série de Luiz Fernando Carvalho, Capitu. Porém, seu trabalho mais longo na TV Brasileira, foi como Pedrinho do Sítio do Pica-Pau Amarelo.
Em paralelo com as gravações do seriado Aline, na Rede Globo, estreou no cinema com o longa metragem Divã. Também participou dos filmes A  Alegria, Nosso Lar, Suprema Felicidade, Depois de Tudo e  Amor.com.
Concluiu o Bacharel na Faculdade de Artes Cênicas da Casa de Artes de Laranjeiras com o trabalho de conclusão de curso sobre "O palco de João do Rio". Entre 2019 e 2021 atuou na novela Amor Sem Igual, como José Antônio.

## Filmografia

### Televisão
| Ano       | Título                    | Personagem                         | Notas                                                               |
| --------- | ------------------------- | ---------------------------------- | ------------------------------------------------------------------- |
| 1999      | Livros Animados           | Bernardo                           |                                                                     |
| 2000      | Aquarela do Brasil        | Efraim                             |                                                                     |
| 2001–03   | Sitio do Pica-Pau Amarelo | Pedrinho                           | Temporada 1–3                                                       |
| 2005–06   | Malhação                  | Pedro                              | Temporada 12–13                                                     |
| 2006      | JK                        | Juscelino Kubitschek (adolescente) |                                                                     |
| 2008      | Casos e Acasos            | André                              | Episódio: "A Aliança, a Queixa e a Revista"                         |
| 2008      | Capitu                    | Bentinho (jovem)                   | Episódios: "9–11 de dezembro"                                       |
| 2009–11   | Aline                     | Max                                |                                                                     |
| 2012      | As Brasileiras            | Torcedor/Caipira                   | Episódios: "A Perseguida de Curitiba" e "A Reacionária do Pantanal" |
| 2014      | Meus Dias de Rock         | Binho                              |                                                                     |
| 2015      | Amorteamo                 | Júlio                              |                                                                     |
| 2017      | Novo Mundo                | Hugo Proença                       |                                                                     |
| 2018      | Jesus                     | Tiago Zebedeu (Tiago Maior)        | [ 3 ]                                                               |
| 2019      | Amor sem Igual            | José Antônio Barros Cordeiro       | [ 4 ]                                                               |
| 2021      | Gênesis                   | Éder                               | Fase 6: Jacó                                                        |
| 2022-2023 | Reis                      | Helede                             | Fase: A Ingratidão                                                  |
| 2024      | A Rainha da Pérsia        | Dario                              |                                                                     |

### Cinema
| Ano  | Título               | Papel             | Nota     |
| ---- | -------------------- | ----------------- | -------- |
| 2004 | Os Incríveis         | Bochecha (voz)    | Dublagem |
| 2009 | Divã                 | Diogo             |          |
| 2009 | Nosso Lar            | Mariano (18 anos) |          |
| 2009 | Alegria              | Fernando          |          |
| 2010 | Paraísos Artificiais | Lipe              |          |
| 2010 | Suprema Felicidade   | Cabeção           |          |
| 2015 | Depois de Tudo       | Marcos (jovem)    |          |
| 2017 | Amor.com             | Lante             |          |